# Independence Fjord
L'Independence Fjord è un fiordo della Groenlandia; la sua costa nord appartiene alla Terra di Peary e ha la bocca ad est, in comune con il Danmark Fjord. Sbocca nel Mare Glaciale Artico; si trova nel Parco nazionale della Groenlandia nordorientale.